# Spilosoma melanodisca
Spilosoma melanodisca är en fjärilsart som beskrevs av George Francis Hampson 1907. Spilosoma melanodisca ingår i släktet Spilosoma och familjen björnspinnare. Inga underarter finns listade i Catalogue of Life.